# Afganisztáni háború
Az afganisztáni háború a NATO és szövetségeseinek beavatkozása az afganisztáni polgárháborúba, amelynek során megdöntötték az iszlám radikális tálibok által fenntartott rendszert. A háború kirobbanásának közvetlen okai a 2001. szeptember 11-ei terrortámadások voltak, amelyeket a tálibok támogatását élvező és Afganisztánban kiképzőtáborokat működtető al-Káida terrorszervezet hajtott végre az Egyesült Államok területén. A háború a tálibok ismételt hatalomátvételével és az amerikai haderő 2021. augusztus 30-án befejeződött kivonulásával ért véget.

## Előzmények
2001. szeptember 11-én (a hivatalos vizsgálat szerint) az Oszáma bin Láden vezette al-Káida lerombolta a New York-i World Trade Centert, két eltérített utasszállító repülőgépet vezetve belé. Ezzel egyidejűleg egy másik gépet belevezettek a Pentagon épületébe, egy negyedik eltérített repülőgép pedig lezuhant Pennsylvania államban, miközben utasai megkísérelték visszafoglalni a terroristáktól. George W. Bush, az Egyesült Államok republikánus elnöke válaszcsapás-sorozatot indított. Az első lépés 2001 novemberében az Oszama bin Ládent és az al-Káida más vezetőit rejtegető, Omár molla vezette radikális iszlám állam, az Afgán Iszlám Emirátus megszállása volt.

## A háború története

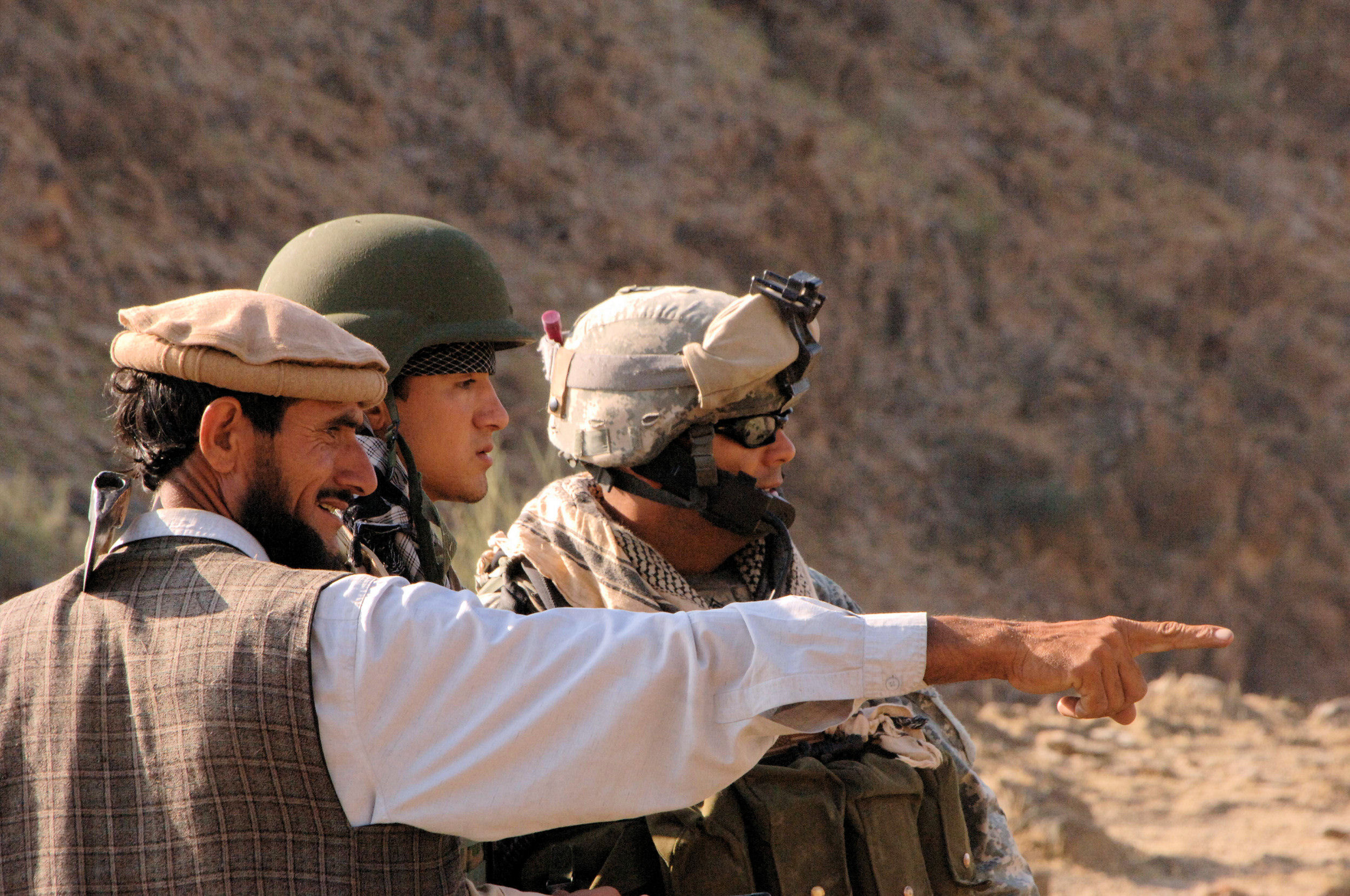
Helyi tolmács segíti az amerikai hadsereg tisztjét egy akció során (2007)

A hadjárat egyik célja az al-Káida afganisztáni kiképző táborainak elpusztítása volt, de az Egyesült Államok katonái azt is feladatul kapták, hogy kényszerítsék a tálib kormányt, hogy adja ki Oszáma bin Ládent és számos más al-Káida-tagot. Az Egyesült Államok emiatt felvette a kapcsolatot korábbi afgán mudzsáhidokkal, majd az év decemberében korábbi afgán mudzsáhidok és az afgán diaszpóra vezetői találkoztak Németországban, és tervet fogadtak el az új, demokratikus afgán kormány megalakítására. Ennek eredménye volt az Afganisztán déli részén fekvő Kandahárból származó Hámid Karzai kinevezése az afgán átmeneti hatóság élére.
A 2002-ben megtartott konferencia, a Loja Dzsirga Karzait elismerte Afganisztán ideiglenes elnökének. A NATO 2003 augusztusában átvette a Nemzetközi Biztonsági Közreműködő Erő (ISAF) főparancsnokságát. A 2003-ban megtartott Loja Dzsirga új alkotmányt fogadott el, amely 2004 januárjában lépett hatályba. A 2004 októberében megtartott választásokon Hamid Karzai győzött és az Afgánisztáni Iszlám Köztársaság elnöke lett. Képviselőválasztást 2005 szeptemberében tartottak. A Nemzetgyűlés - az első szabadon választott törvényhozás Afganisztánban 1973 óta - 2005 decemberében ült össze, soraiban nőkkel. Miközben megkezdődött az újjáépítés, az ország továbbra is küzdött a szegénységgel, a rossz infrastruktúrával, az aknákkal és más fel nem robbant harci anyagokkal, a nagyméretű máktermesztéssel és ópiumkereskedelemmel, illetve Afganisztán továbbra is heves katonai összecsapások színtere volt. Rendszeresek voltak a tálib felkelők akciói, az al-Káida maradványainak támadásai.
2007 elején a tálibok növekvő jelenlétére válaszul az Egyesült Államok növelte csapatai létszámát. 2007. január 16-án számolt be az Associated Press riportere, Robert Burns arról, hogy „Az Egyesült Államok tisztjei szerint a pakisztáni katonákkal való tálibellenes együttműködésben vak vezet világtalant.” Továbbá: „A felkelők támadásainak száma 300 %-kal nőtt 2006 szeptembere óta, ami annak a következménye, hogy a pakisztáni kormány békeszerződést kötött az északi Vazirisztán terület törzsi vezetőivel Afganisztán keleti határai mentén. Erről amerikai hírszerző tisztek számoltak be.”[forrás?]

## Tálib hatalomátvétel 2021-ben

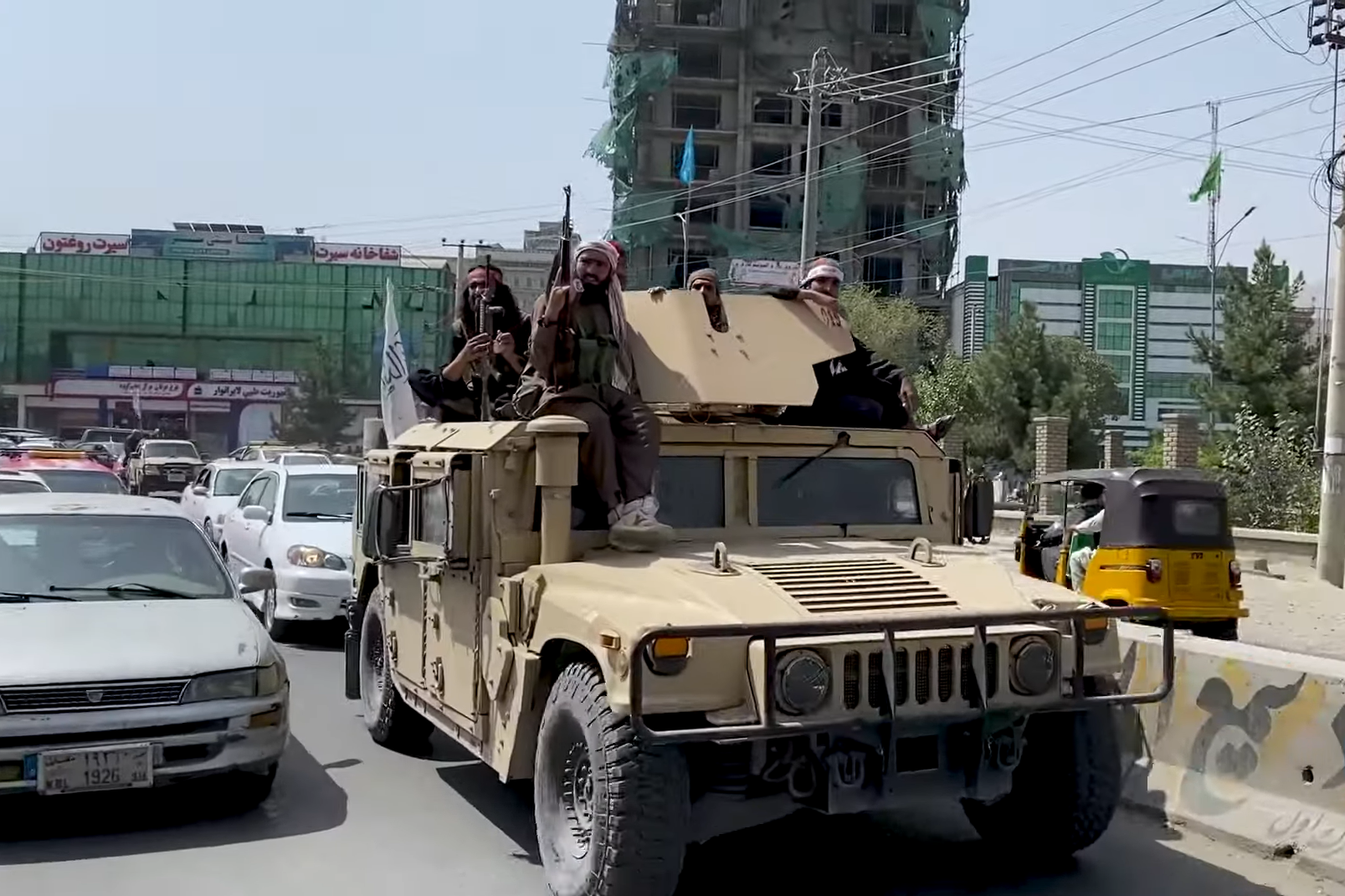
Tálibok egy Humvee terepjáróval Kabulban, 2021. augusztus 17.

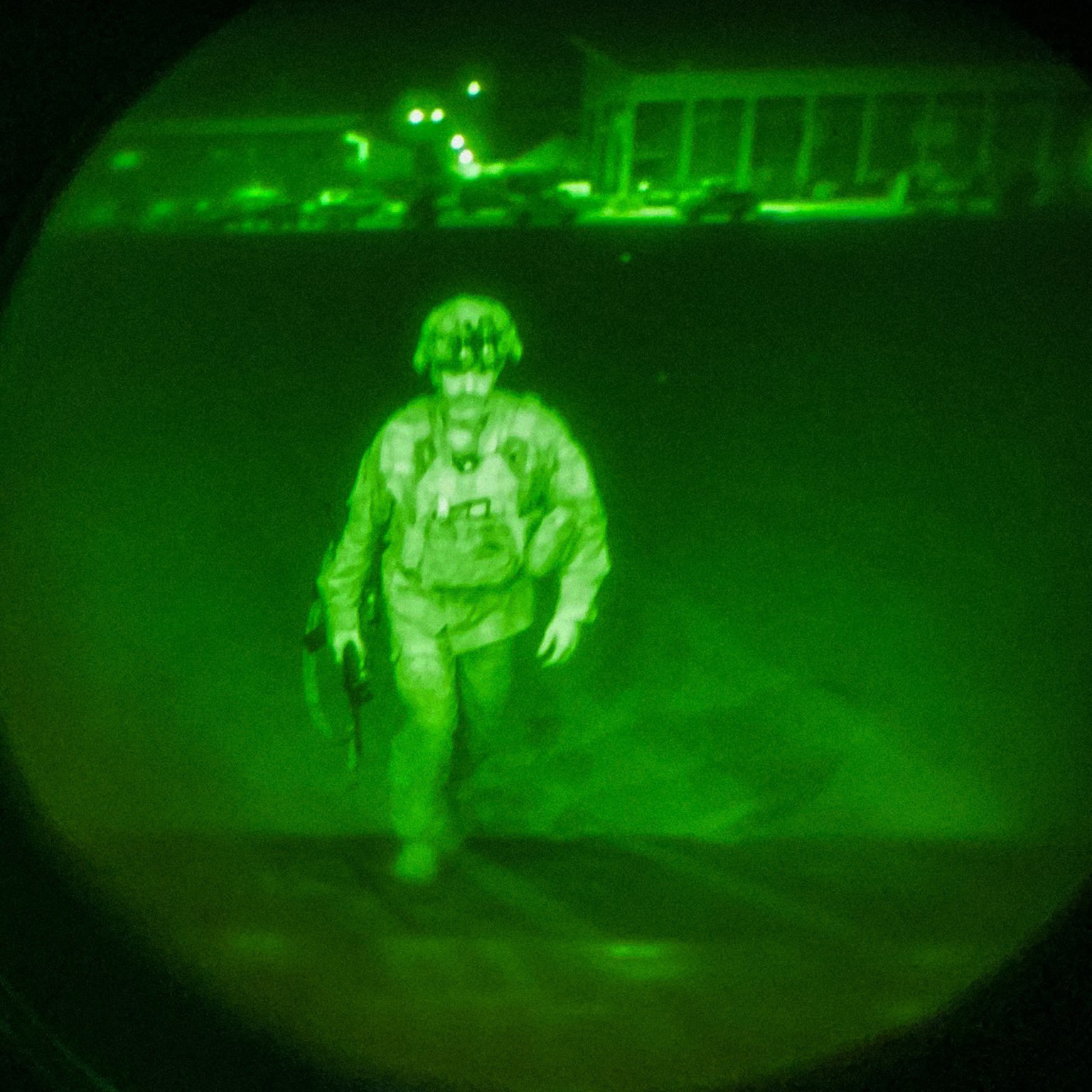
Christopher Todd Donahue az Amerikai Egyesült Államok hadseregének kétcsillagos tábornoka volt az utolsó amerikai katona, aki elhagyta Afganisztánt 2021. augusztus 30-án

A tálibok és a velük együtt dolgozó militáns csapatok egy katonai offenzívája Afganisztán kormánya ellen 2021. május 1-én kezdődött, az Amerikai Egyesült Államok hadseregének kivonulásával.
A támadások első három hónapjában a tálibok a vidéki területeken tudtak előrehaladni, 73-ről 223-ra emelve az irányított körzetek számát. Augusztus 6-tól a tálibok elfoglaltak 33-at a 34 afgán tartományszékhelyből. Augusztus 10-re a tálibok irányították az ország 65%-át.
A tálibok meglepően gyorsan tudtak területet szerezni. Augusztus 10-én amerikai hivatalnokok számításai szerint Kabul, az ország fővárosa, mindössze 30-90 napon belül tálib kézre kerülhetett volna. Ennek ellenére, szinte ellenállás nélkül, augusztus 15-én a tálibok elérték Kabult és elfoglalták azt, ezzel elesett az Afganisztáni Iszlám Köztársaság kormánya. Ugyanezen a napon a tálibok elfoglalták az elnöki kastélyt, miután Asraf Gáni, az ország elnöke elmenekült Afganisztánból.

## A Nemzetközi Biztonsági Közreműködő Erő
Az amerikai David Petraeus tábornok irányítása alatt működő Nemzetközi Biztonsági Közreműködő Erő egy 42 ország katonáit tömörítő katonai csapat. Az itt szolgálók fele amerikai. Az ISAF-ot eredetileg 2001. december 20-án az ENSZ BT azért hozta létre, hogy fenntartsa Kabul környékének a nyugalmát. Pár évig csak ezen a területen fejtette ki tevékenységét. 2003. augusztus 11-én a NATO vette át az ISAF politikai irányítását és koordinálását. 2006. július 31-én az ország déli, majd 2006. október 5-én a keleti részei is az ISAF felügyelete alá kerültek.

### Magyar részvétel
Magyar katonák – az MH Tartományi Újjáépítési Csoport néven – szinte a kezdetektől részt vettek a NATO-hadműveletekben. Először csak egy orvosi kontingens, majd 2003 óta egy lövészszázad is kiutazott Afganisztánba. Munkájuk főleg járőrözésből, kísérési és szociális feladatokból állt.

### Képgalériák
- Magyar katona Afganisztáni képei
- A boston.com Big Pictures-sorozata (összesített):
  - Daily Life in Afghanistan, In Afghanistan with the ISAF, Afghanistan's Korengal Valley, Recent Scenes from Afghanistan, In Afghanistan, Part One, In Afghanistan, Part Two, Ballots, bullets and bombs in Afghanistan.
  - Afghanistan, September, 2009, Afghanistan, October, 2009, Afghanistan, November, 2009, Afghanistan, December, 2009.
  - Afghanistan, January, 2010, Afghanistan, February, 2010, Afghanistan, March, 2010, Afghanistan, April, 2010, Afghanistan, May, 2010, Afghanistan, June, 2010, Afghanistan, July, 2010
- A Denver Post On War-plogsorozata: Afghanistan: 2.19.10, Afghanistan 2.20-21.10, Afghanistan 2.22-25.10

### Videók
- The Minefields of Afghanistan – The New York Times